# John Kariuki (Leichtathlet, 1986)
John Kariuki (* 10. November 1986) ist ein kenianischer Langstreckenläufer.

## Leben
Mit 14 Jahren kam er nach Japan, wo er die Shiga-Gakuen-Oberschule (Präfektur Shiga) besuchte und sich in Ekidens auszeichnete. Nach seinem Schulabschluss startete er für das Team von Toyota Boshoku.
Am 23. November 2005 stellte der 1,71 Meter große Kenianer zusammen mit Josphat Muchiri Ndambiri, Martin Irungu Mathathi, Daniel Muchunu Mwangi, Mekubo Mogusu und Onesmus Nyerre in Chiba mit 1:57:06 h einen Weltrekord in der Marathon-Staffel auf.

## Persönliche Bestzeiten
- 1500 m: 3:42.47 min, 12. Mai 2007, Gifu
- 3000 m: 7:51,21 min, 24. Oktober 2002, Haruno
- 5000 m: 13:12,12 min, 29. April 2005, Hiroshima
- 10.000 m: 27:14,84 min, 30. September 2006, Ōita
- 10-km-Straßenlauf: 27:50 min, 12. Dezember 2004, Kosa
- Halbmarathon: 1:02:29 h, 15. Juni 2008, Sapporo